# Emma Schürer
Emma Schürer (właśc. Emanuela Schürer zamężna Skirmunt, ur. 20 kwietnia 1853 we Lwowie, zm. 21 grudnia 1896 w Poznaniu) – śpiewaczka operowa i operetkowa (sopran).

## Kariera
W 1872 r. została zaangażowana do zespołu opery teatru we Lwowie, gdzie występowała przez kolejne lata. W latach 1878–1895 była związana stale z teatrem poznańskim, występując okazjonalnie w zespołach teatrów prowincjonalnych: m.in. Juliana Grabińskiego (1880), Julii Otrembowej (1884) i Czesława Janowskiego (1894), a także w warszawskich teatrach ogródkowych: "Eldorado" (1879-1880) i "Wodewil" (1889-1891). W 1896 r. wzięła udział w tournée po Wielkopolsce wraz z "Teatrem Objazdowym na Wielkie Księstwo Poznańskie i Prusy Zachodnie". Śpiewała partie operowe m.in. Halki (Halka) i Zofii (również Halka), Broni (Hrabina) oraz operetkowe, m.in.: Zosi (Żaki), Lizetki (Nocleg w Apeninach), Rozalindy (Zemsta nietoperza) i Eurydyki (Orfeusz w piekle).

## Życie prywatne
Była córką dyrygenta Józefa Schürera. W 1880 r. poślubiła aktora, Mieczysława Skirmunta.